# Međunarodna joga akademija
Međunarodni joga akademski centar osnovan je na inicijativu Joga saveza Srbije - nacionalnog granskog joga saveza, kako bi se obezbedila logistička podrška u informacionim, materijalnim i ljudskim resursima. Međunarodni joga akademski centar okuplja najveće autorite u oblasti joge sa ciljem podizanja joga standarda, iniciranja naučnih skupova i realizovanja naučnih istraživanja u oblasti joge. 

## Program stručnog osposobljavanja za sticanje zvanja instruktor joge
Obuka instruktora joge u Joga savezu Srbije sprovodi se, već godinama, pod stručnim vođstvom prof. dr Predraga Nikića – međunarodnog Majstora joge, univerzitetskog profesora, međunarodnog savetnika Evropskog joga saveta, Internacionalne joga federacije, člana skupštine Internacionalne joga federacije i predsednika Joga saveza Srbije, a u skladu sa međunarodnim joga standardima. Naučno veće Joga akademskog centra okuplja najveće autoritete iz sveta joge.

## Sertifikat i joga licenca
Po završetku programa stručnog usavršavanja koji se sprovodi u Joga savezu Srbije, sertifikovani instruktori dobijaju međunarodno priznato uverenje - sertifikat, mogućnost za dobijanje licence za joga instruktorski rad, mogućnost uključenja u rad joga instruktorske radionice namenjene kontinuiranoj edukaciji instruktora joge i mogućnost članstva u Joga savezu Srbije.

## Naučno-istraživački rad
Polaznicima programa stručnog osposobljavanja za sticanje zvanja instruktor joge omogućeno je izučavanje naučne i stručne literature o jogi kao i mogućnost da se uključe u naučna istraživanja efekata joga prakse. Svim polaznicima programa omogućeno je direktno uključenje u naučno-istraživačke aktivnosti Međunarodnog društva za naučna interdisciplinarna istraživanja u oblasti joge kao i pristup naučnoj literaturi o jogi.

## Učešće u aktivnostima Međunarodne konferencije o jogi
Budućim instruktorima je omogućeno učešće na Međunarodnoj naučnoj interdisciplinarnoj konferenciji o jogi koja se u organizaciji Joga saveza Srbije i Međunarodnog društva za naučna interdisciplinarna istraživanja iz oblasti joge svake godine, u avgustu mesecu, održava u Beogradu u Kongresnom centru Sava.

## Učešće u aktivnostima Međunarodnog festivala joge
Budućim instruktorima je omogućeno učešće na Međunarodnom festivalu joge koji se u organizaciji Joga saveza Srbije i Međunarodnog društva za naučna interdisciplinarna istraživanja iz oblasti joge svake godine, u avgustu ili septembru mesecu, održava u Beogradu sa ciljem da se građanima Srbije pruži mogućnost da se upoznaju sa različitim školama i joga stilovima prisutnim u Srbiji i u drugim zemljama sveta.

## Kontinuirano stručno joga usavršavanje
Budućim instruktorima je omogućeno dalje stručno usavršavanje učešćem na Međunarodnom joga kampu, koji se u organizaciji Joga saveza Srbije i Međunarodne akademije za školovanje instruktora joge, održavaju dva puta godišnje u Srbiji ili inostranstvu.

## Obuka za instruktore joge i Akreditacija programa
Program stručnog osposobljavanja instruktora joge odobren je Joga savezu Srbije od strane nadležnog ministarstva Republike Srbije i od strane akreditacione komisije Evropske joga federacije. Svi resursi Joga akademije na raspolaganju su Joga savezu Srbije.
Na osnovu odluke Zdravstvenog saveta Srbije iz 2010. 2011. i 2012. godine akreditovani su programi kontinuirane edukacije za zdravstvene radnike i zdravstvene saradnike. Predmet akreditacije bili su sledeći programi: Kurs obuke za instruktora joge, Joga tehnike kao pomoć u povećanju spremnosti na stres, Joga tehnike kao pomoć u prevazilaženju hipertenzije, Joga tehnike kao pomoć u povećanju spremnosti na stres kod menadžera, Joga u primeni – međunarodni simpozijum prve kategorije.

## Saradnja
Međunarodni joga akademski centar, Međunarodno društvo za naučna interdisciplinarna istraživanja u oblasti joge i Joga savez Srbije ostvaruju saradnju sa istaknutim međunarodnim naučnim i obrazovnim ustanovama u oblasti joge. Potpisani su sporazumi o naučno-tehničkoj saradnji sa Patanđali institutom iz Haridvara u Indiji, sa Kaivaljadama institutom iz Pune u Indiji i sa Univerzitetom Vivekananda iz Bangalora u Indiji i Fakultetom sporta i fizičkog vaspitanja u Beogradu. Članovi Naučnog veća su naučni istraživači i profesori univerziteta iz celog sveta.

## Literatura
- Apte, Vaman Shivram (1965). The Practical Sanskrit Dictionary. Delhi: Motilal Banarsidass Publishers.  81-208-0567-4. (fourth revised & enlarged edition).
- Bahadur, R., Vasu, S.C. (1914-15): The Gheranda Samhita
- Griffith, Ralph T. H. (1893): The Sāmaveda Samhitā.
- Patanđali (1977): Izreke o jogi. Beograd, BIGZ.
- Sastri, Mahadeva,The Yoga Upanišads, text with commentary of Sri Upanišad-Brahma-Yogin, Madras, 1920
- Sivananda, Swami (1995), The Bhagavad Gita, The Divine Life Society.
- Svami Višnu Devananda (2005): Hata joga pradipika. Beograd, Babun.
- Van Nooten, B., Holland, G. (1994): Rig Veda, a metrically restored text, Department of Sanskrit and Indian Studies, Harvard University, Harvard University Press, Cambridge, Massachusetts and London, England.
- Andrijašević, G. (1976): Upanišade: sveti spisi starih Indijaca. Osijek, Glas Slavonije.
- Benson H. (2000): The relaxation response updated and expanded (25th the anniversary edition) New York: Avon.
- Benson, H.; Wallace, R. K. (1972): The Physiology of Meditation. Scientific American. Vol. 226, No 2, 84-90.
- Cooulter, H.D., McCall, T. (2001): Anatomy of Hatha Yoga: A Manual for Students, Teachers and Practitioners, Indianapolis, Body and Breath.
- Lazar SW, Bush G, Gollub RL, Fricchione GL, Khalsa G, Benson H. (2000). Functional brain mapping of the relaxation response and meditation. Neuroreport 2000; II: 1581-5.
- Lizbet, A. (1979). Učim jogu, Sportska knjiga.
- Nikić, P. (2011): Koncept joga inteligencije. U. P.Nikić, Međunarodni naučni časopis o jogi "Smisao". Beograd: Međunarodno društvo za naučna interdisciplinarna istraživanja u oblasti joge. ISSN 2217-804X
- Nikić, P. & Nikić, G. (2011). Menadžment i organizaciono ponašanje u svetlu efekata praktikovanja tehnika joge, Zbornik Univerziteta “V.G.Šuhova”, Belgorod, Rusija, str. 261-273.
- Nikić, P. (2011): Koncept joga inteligencije – smisleno upravljanje ljudskim potencijalima. U: Zbornik radova sa Međunarodne konferencije o istraživanjima u jogi i njenoj primeni, Bangalor, Indija. Bangalor: Univerzitet Vivekananda.
- Janjušević, B. (2011): Povezanost praktikovanja tehnika joge sa lokusom kontrole i stilom upravljanja besom. U: P.Nikić, Međunarodni naučni časopis o jogi "Smisao". Beograd: Međunarodno društvo za naučna interdisciplinarna istraživanja u oblasti joge. ISSN 2217-804X
- Janjušević, B. (2011): Povezanost praktikovanja tehnika joge i depresije. U: Zbornik radova sa Međunarodne konferencije o istraživanjima u jogi i njenoj primeni, Bangalor, Indija. Bangalor: Univerzitet Vivekananda.
- Nikić, P. (2010): Uvodno predavanje: Joga – svetlost mikrouniverzuma. U: P.Nikić, ur. Zbornik radova "Joga - svetlost mikrouniverzuma" sa Međunarodne interdisciplinarne naučne konferencije "Joga u nauci - budućnost i perspektive", 23-24 septembar 2010, Beograd, Srbija. Beograd: Joga Savez Srbije, str. 7-9.  978-86-88569-02-6
- Nikić, P. (2010): Povezanost suštinskih i joga kompetencija. U: P.Nikić, ur. Zbornik radova "Joga-svetlost mikrouniverzuma" sa Međunarodne interdisciplinarne naučne konferencije "Joga u nauci - budućnost i perspektive", 23-24 septembar 2010, Beograd, Srbija. Beograd: Joga Savez Srbije, str. 27-37.  978-86-88569-02-6
- Janjušević, B. (2010): Uticaj praktikovanja joga tehnika na prevazilaženje stresa. U: P.Nikić, ur. Zbornik radova "Joga-svetlost mikrouniverzuma" sa Međunarodne interdisciplinarne naučne konferencije "Joga u nauci - budućnost i perspektive", 23-24 septembar 2010, Beograd, Srbija. Beograd: Joga Savez Srbije, str. 38-50.  978-86-88569-02-6